# Пошехонська старина (фільм)
«Пошехо́нська старина́» (рос. «Пошехонская старина») — радянський художній фільм-альманах 1975 року, який складається з трьох новел. Сюжет фільму заснований на однойменному романі М. Є. Салтикова-Щедріна.

## Сюжет
Фільм складається з трьох частин.
Безщасна Мотрона
Режисер і сценарист  Наталія Бондарчук.
Трагічна історія кріпачки Мотрони, насильно відданої панею заміж. Не в силах змиритися з уготованою їй злою долею, Мотрона кінчає життя самогубством.
Братик Федос
Режисер і сценарист Ігор Хуцієв.
Безпосередній і веселий хлопець Федос приїжджає в садибу до своїх родичів, але опиняється чужим у їхньому будинку, де панує свавілля, жорстокість і невігластво.
Ванька-Каїн
Режисер і сценарист Микола Бурляєв.
Жартівник і веселун перукар Іван накликає на себе гнів поміщиці, яка прагне всіма засобами приборкати вільний характер свого раба. Але ні порка, ні погрози, ні рішення віддати в рекрути не можуть зламати його життєлюбний характер.

## У ролях
- Інна Макарова —  Анна Павлівна, бариня
- Ераст Гарін —  Василь Порфірич, пан
- Наталія Бондарчук —  Мотря
- Микола Бурляєв —  Ванька-Каїн
- Віктор Мамаєв —  братик Федос
- Світлана Крючкова —  Надія Василівна
- Валерій Козинець —  Єрмолай
- Лія Ахеджакова —  Поля
- Лев Дуров —  Федір Платонович Стрижений
- Марія Виноградова —  Аннушка
- Герман Качин —  кухар
- Геннадій Юхтін —  Федот Сергійович, староста
- Олексій Черствов —  Никанор
- Марина Титова —  Віра
- Сергій Бондарчук —  текст від автора

## Знімальна група
- Режисери — Наталія Бондарчук, Ігор Хуцієв, Микола Бурляєв
- Сценаристи — Наталія Бондарчук, Ігор Хуцієв, Микола Бурляєв
- Оператори — Євген Гуслинський, Віктор Епштейн[d]
- Композитор — Юрій Буцко
- Художники — Іполит Новодерьожкин, Олександр Толкачов